# パンサー鈴木
パンサー鈴木（パンサーすずき）は、日本の小説家。

## 経歴
主にボーイズラブ小説を手掛けている。2004年（平成16年）に中村春菊のイラストで「騎士は午前0時に現れる」をラピス文庫より発売。また同年11月に青樹綛のイラストで「獣は檻の中」をラピス文庫より発売した。

## 作品
- 騎士は午前0時に現れる（イラスト：中村春菊 2004年4月28日 ラピス文庫）
- 獣は檻の中（イラスト：青樹綛 2004年11月 ラピス文庫）